# Хардбол (фильм)
«Хардбол» (англ. Hardball) — кинофильм 2001 года режиссёра Брайана Роббинса с Киану Ривзом в главной роли. Сценарий Джона Гэтлинса основан на книге Дэниэла Койла «Хардбол: Сезон в трущобах». Оригинальную музыку для фильма писал Марк Айшем.

## Сюжет
Конор О’Нил — азартный игрок, который делает ставки на спорт и влез в долги. Чтобы расплатиться он устраивается тренером по бейсболу для трудных детей из бедного района. Он решил, что когда оплатит долг, то покинет команду, однако со временем Конор привязывается к детям. Он бросает ставки, становится настоящим наставником для ребят и знакомится с их привлекательной учительницей, Элизабет Уилкс.
Вместе с тренером его ученики готовятся выступить в финале детской бейсбольной лиги. Один из ребят гибнет после тренировки из-за шальной пули в ходе перестрелки двух молодёжных банд. Но ребята выходят в решающей встрече с принципиальными противниками.

## В ролях
| Актёр            | Роль                     |
| ---------------- | ------------------------ |
| Киану Ривз       | Конор О’Нил              |
| Дайан Лейн       | Элизабет Уилкс           |
| Джон Хоукс       | Тики Тобин               |
| Брайна Херне     | Андре Рэй Питс           |
| Джулиан Гриффит  | Джефферсон Альберт Тиббс |
| Майкл Б. Джордан | Джамал                   |
| Д. Б. Суини      | Мэтт Хайлэнд             |

## Награды и номинации
- 2002 — номинация на премию Золотая малина — худший актёр (Киану Ривз)

## Отзывы
На сайте-агрегаторе Rotten Tomatoes фильм имеет рейтинг 41% на основании 113 критических отзывов. На сайте Metacritic рейтинг фильма составляет 48 из 100 на основании 25 отзывов.